# Crocidium giganteum
Crocidium giganteum är en tvåvingeart som beskrevs av Lamas, Evenhuis och Márcia Souto Couri 2003. Crocidium giganteum ingår i släktet Crocidium och familjen svävflugor. Inga underarter finns listade i Catalogue of Life.